# Café com o Presidente
Café com o Presidente foi um programa de rádio brasileiro, de caráter governamental, mantido durante a maior parte do Governo Lula. Foi produzido originalmente pela Radiobras, posteriormente incorporada pela Empresa Brasil de Comunicação, com a supervisão da Secretaria de Comunicação Social, órgão vinculado à Presidência da República do Brasil. Conduzido primeiramente pelo jornalista Luiz Fara Monteiro, substituído anos depois por Luciano Seixas, o Café com o Presidente era formatado como entrevistas de curta duração com o então presidente brasileiro Luiz Inácio Lula da Silva, que iam ao ar periodicamente (a cada quinzena, frequência que passou a ser semanal em 2005).
Inspirado em produtos similares, como as Fireside Chats do ex-presidente estadunidense Franklin Delano Roosevelt e a Palavra do Presidente de seu antecessor Fernando Henrique Cardoso, o programa mantido durante os mandatos do petista caracterizou-se por sua linguagem simples, direta e popular, procurando apresentar à população o que o governo julgava mais relevante em termos de ações recentes próprias nos mais diversos campos de atuação. O fim do segundo mandato de Lula marcou também a extinção do programa de propaganda governamental, sendo sucedido alguns meses depois pelo Café com a Presidenta, já durante a gestão de Dilma Rousseff. Atualmente, todas os aúdios e transcrições do programa encontram-se disponíveis ao público em geral.